# A’rab Abu Farda
A’rab Abu Farda, en arabe : عَرَب أبو فَرْدَة, est un village du gouvernorat de Qalqilya en Palestine.
Selon le recensement du bureau central palestinien des statistiques, la localité compte une population de 131 habitants en 2017.